# Campionati mondiali di canoa/kayak slalom 2010
I XXXIII Campionati mondiali di canoa/kayak si slalom si sono svolti a Tacen (Slovenia) dall'8 al 12 settembre 2010.

## Podi

### Uomini
| Evento        | Oro | Perform. | Argento                                                                                          | Perform. | Bronzo                                                                                            | Perform. |
| Canoa         | |          |                                                                                                  |          |                                                                                                   |          |
| C-1           | Tony Estanguet                                                                                          | 95"70    | Michal Martikán                                                                                  | 98"61    | Jordi Domenjo                                                                                     | 99"41    |
| C-1 a squadre | Slovacchia Michal Martikán Alexander Slafkovsky Matej Beňuš                                             | 105"34   | Germania Sideris Tasiadis Jan Benzien Franz Anton                                                | 106"71   | Rep. Ceca Stanislav Ježek Jan Mašek Michal Jane                                                   | 110"67   |
| C-2           | Slovacchia Pavol Hochschorner Peter Hochschorner                                                        | 105"35   | Francia Denis Chanut Gargaud Fabien Lefèvre                                                      | 109"00   | Regno Unito David Florence Richard Hounslow                                                       | 109"36   |
| C-2 a squadre | Francia Denis Chanut Gargaud e Fabien Lefèvre Gauthier Klauss e Matthieu Peche Pierre Picco e Hugo Biso | 124"90   | Rep. Ceca Jaroslav Volf e Ondřej Štěpánek Tomaš Koplik e Jakub Vrzan Lukas Prinda e Jan Havliček | 125"70   | Germania Kai Mueller e Kevin Mueller Robert Behling e Thomas Becker David Schroeder e Frank Henze | 126"78   |
| Kayak         | |          |                                                                                                  |          |                                                                                                   |          |
| K-1           | Daniele Molmenti                                                                                        | 91"00    | Vavřinec Hradilek                                                                                | 91"56    | Jure Meglic                                                                                       | 93"74    |
| K-1 a squadre | Germania Alexander Grimm Fabian Doerfler Hannes Aigner                                                  | 101"80   | Francia Pierre Bourliaud Boris Neveu Fabien Lefèvre                                              | 102"92   | Italia Daniele Molmenti Diego Paolini Stefano Cipressi                                            | 103"55   |

### Donne
| Evento        | Oro                                                           | Perform. | Argento                                                      | Perform. | Bronzo                                         | Perform. |
| Canoa         |                                                               |          |                                                              |          |                                                |          |
| C-1           | Jana Dukátová                                                 | 125"71   | Leanne Guinea                                                | 131"90   | Jessica Fox                                    | 134"18   |
| Kayak         |                                                               |          |                                                              |          |                                                |          |
| K-1           | Corinna Kuhnle                                                | 102"64   | Jana Dukátová                                                | 107"73   | Violetta Oblinger-Peters                       | 110"06   |
| K-1 a squadre | Rep. Ceca Štěpánka Hilgertová Irena Pavelkova Marie Rihosková | 126"23   | Germania Jennifer Bongardt Jasmin Schornberg Melanie Pfeifer | 131"42   | Slovenia Eva Terčelj Nina Mozetič Urša Kragelj | 136"11   |

## Medagliere
| Posizione | Paese       | Oro | Argento | Bronzo | Totale |
| --------- | ----------- | --- | ------- | ------ | ------ |
| 1         | Slovacchia  | 3   | 2       | 0      | 5      |
| 2         | Francia     | 2   | 2       | 0      | 4      |
| 3         | Rep. Ceca   | 1   | 2       | 1      | 4      |
| 3         | Germania    | 1   | 2       | 1      | 4      |
| 5         | Italia      | 1   | 0       | 1      | 2      |
| 5         | Austria     | 1   | 0       | 1      | 2      |
| 7         | Australia   | 0   | 1       | 1      | 2      |
| 8         | Slovenia    | 0   | 0       | 2      | 2      |
| 9         | Regno Unito | 0   | 0       | 1      | 1      |
| 9         | Spagna      | 0   | 0       | 1      | 1      |
| Totale    | Totale      | 9   | 9       | 9      | 27     |